# Apanteles oeceticola
Apanteles oeceticola är en stekelart som beskrevs av Blanchard 1935. Apanteles oeceticola ingår i släktet Apanteles och familjen bracksteklar. Inga underarter finns listade i Catalogue of Life.